# Купрін на Дону

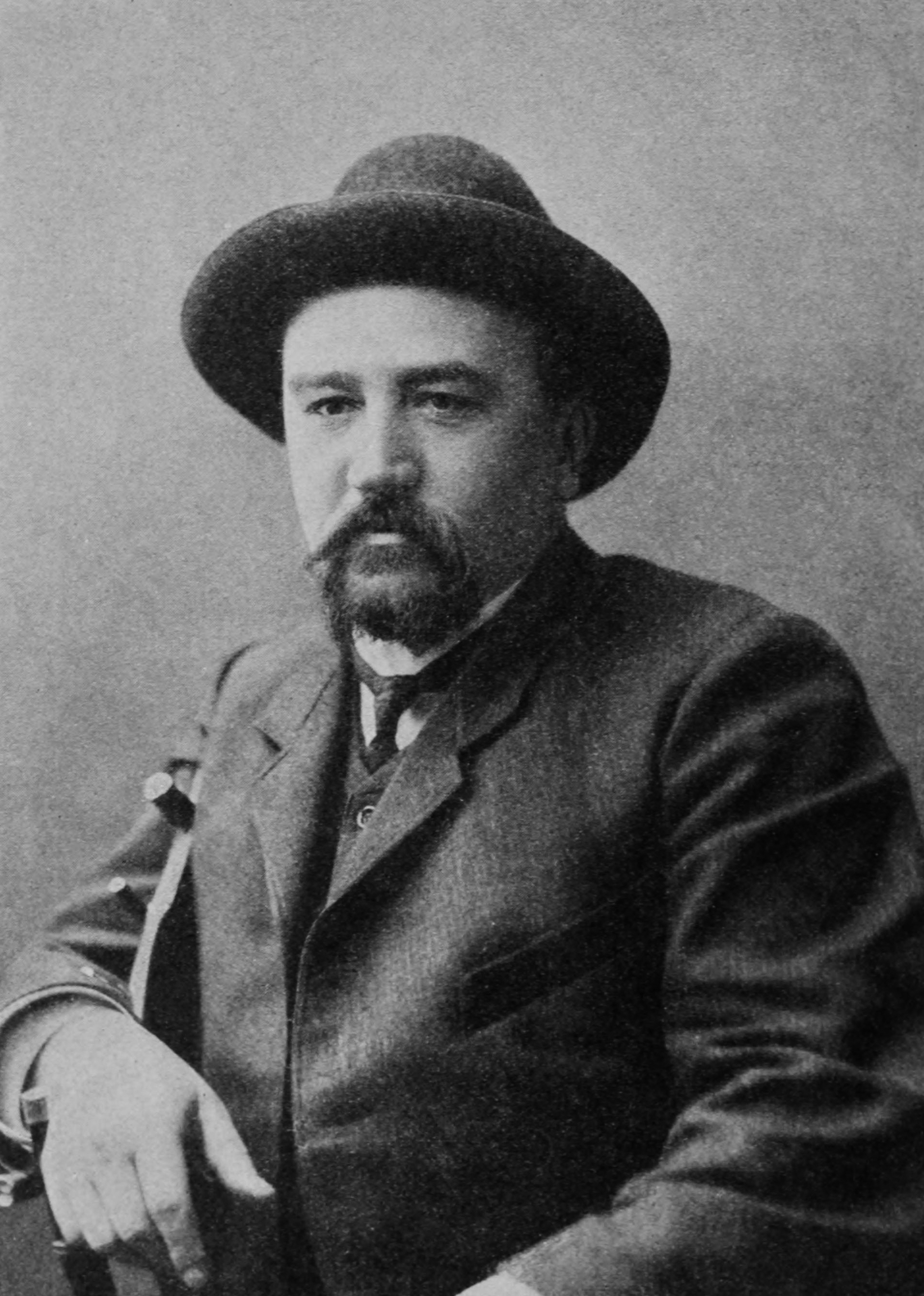
Олександр Іванович Купрін

«Купрін на Дону» — письменник і перекладач Олександр Іванович Купрін відвідав область Війська Донського в 1899 році.

## Історія перебування на Дону
Олександр Іванович Купрін приїхав на донську землю з Сумською театральною трупою на гастролі та носив сценічний псевдонім Васильєв. У Новочеркаську трупа розмістилася в готелі «Європейський», що розташовувався на розі Отаманської та Олександрівської вулиць. Поруч з готелем знаходився театр, де Сумська трупа дала кілька вистав. Далі розташовувалася редакція газети «Донская рѣчь». В цій газеті (грудень 1899, січень і лютий 1900 років) Купрін опублікував свої оповідання «Загибла сила», «Інгельштадський кат», нарис «У вогні». Письменник познайомився з місцевими художниками, зокрема, з Іваном Івановичем Криловим, що став згодом відомим не тільки в Росії, але й в Західній Європі. У наступні свої наїзди на Дон (по дорозі до Ялти й назад) Олександр Іванович Купрін зупинявся в будинку Крилова на розі Сінної і Городової вулиць. У свою чергу Крилов з сім'єю гостював у Купріна в Гатчині. У 1912 році письменник подарував художнику книгу своїх оповідань з написом слов'янським шрифтом: «Іванові Івановичу Крилову — А. В. Купрін. Гатчина. 1912.»
У грудні 1899 року Олександр Купрін з трупою побував у Ростові-на-Дону та Таганрозі. У популярній ростовській газеті «Пріазовскій край» побачило світ оповідання Олександра Івановича «У надрах земних». На початку століття саме в Ростові-на-Дону окремим виданням була випущена повість Купріна «Молох». У наступні роки, вже знаменитий на всю Росію, письменник Купрін не раз проїздом бував на донський землі. Його ім'я носять вулиці і провулки багатьох міст і станиць Ростовської області.